# درخت بطری بیابانی
درخت بطری بیابانی(نام علمی: Brachychiton gregorii) نام یک گونه از سرده درخت بطری است.